# Symplocos kuroki
Symplocos kuroki är en tvåhjärtbladig växtart som beskrevs av H. Nagamasu. Symplocos kuroki ingår i släktet Symplocos och familjen Symplocaceae. Inga underarter finns listade i Catalogue of Life.